# Kaddisch für einen Freund
Kaddisch für einen Freund ist ein deutscher Spielfilm aus dem Jahr 2012. Regie führte Leo Khasin, die Hauptrollen spielen Ryszard Ronczewski und Neil Belakhdar.

## Handlung
Am Anfang war das Wasser. So beginnt in Kaddisch für einen Freund die Geschichte einer Freundschaft zwischen dem alten russischen Juden Alexander und dem jungen Araber Ali. In der neuen Wohnung, in die er mit seiner Familie einzieht, tropft es von der Decke. Ali soll nachsehen und geht in die darüber liegende Wohnung. Die Waschmaschine des alten Mannes, der dort wohnt, ist ausgelaufen und Ali versucht zu helfen. Als er erkennt, dass es sich um einen Juden handelt, rennt er davon, um es seinem Vater zu berichten, der voll des Hasses auf Juden ist. Die Familie hatte lange in einem palästinensischen Flüchtlingslager im Libanon gelebt und wohnt seit einigen Jahren in Berlin-Kreuzberg, hat aber nur eine Duldung. Über seinen Cousin findet Ali Anschluss an andere arabische Jugendliche. Die gewaltbereite Gruppe fordert ihn auf, in die Wohnung des Juden einzubrechen, und gemeinsam verwüsten sie sie. Alexander überrascht sie und kann Ali identifizieren. Er erstattet Anzeige bei der Polizei. Das drohende Strafverfahren könnte für seine Familie die Abschiebung aus Deutschland bedeuten.
Der Mutter von Ali gelingt es, die Sache vor dem Vater geheim zu halten und Alexander davon zu überzeugen, ihrem Sohn eine zweite Chance zu geben: Ali muss seine Ferien opfern und die Wohnung renovieren. Für Alexander ist es eine Chance, der drohenden Einweisung in ein Altenheim durch das Sozialamt zu entgehen. Anfangs arbeiten die beiden sehr unwillig miteinander an der Renovierung. Ali wirft dem Juden, der eine Zeitlang in Israel gelebt hatte, vor, dass seine Landsleute die Palästinenser vertrieben haben, und Alexander wirft Alis Landsleuten vor, durch Sprengstoffanschläge Unschuldige zu töten. Doch nach und nach entwickeln sie Sympathie für einander, langsam entsteht eine Freundschaft und sie helfen einander. Ali malt aus dem Gedächtnis die zerstörten Bilder und Fotos nach, und Alexander, ein ehemaliger Sportlehrer, bescheinigt dem Jungen Talent und gibt ihm dafür die Anerkennung, die ihm sein Vater verwehrt.
Ali muss aber seine Freundschaft vor den anderen und insbesondere vor seinem Vater geheim halten. Deshalb schafft er es nicht, bei der Begehung durch das Sozialamt dabei zu sein. Doch mit der frisch renovierten Wohnung und etwas Glück kann Alexander die Mitarbeiter des Sozialamts überzeugen, dass er in der Lage ist, sich selbst zu versorgen. Zudem verweist er noch auf seinen Sohn, der sich um ihn kümmern werde. Jetzt will Alexander sein Versprechen einlösen und seine Anzeige zurückziehen. Doch das erweist sich als schwierig. Als Zeuge vor Gericht legt er sich mit der Richterin an und gerät dabei derart in Rage, dass er einen Schwächeanfall erleidet und ins Krankenhaus muss. Ali besucht ihn und Alexander hält ihn zunächst für seinen Sohn. Als Ali merkt, wie schwach Alexander ist, versucht er, dessen Sohn zu finden. Er durchsucht die Wohnung und ein Kästchen, das Alexander sehr wichtig war. Hier findet er die Lösung: einen Zeitungsausschnitt und einen Brief der israelischen Armee, dass der Sohn bei einem Sprengstoffanschlag ums Leben gekommen ist. Bevor Ali zurück im Krankenhaus ist, ist Alexander jedoch gestorben.
Ali geht zur Beerdigung, und ein Freund Alexanders bittet ihn zu sich heran. Er darf das Kaddisch, ein jüdisches Gebet, sprechen, das normalerweise der älteste Sohn am Grab seiner Eltern spricht. Das ist die besondere Würdigung seines Einsatzes und seiner Freundschaft mit Alexander. Alis Vater, der inzwischen von der Angelegenheit erfahren hat, holt Ali vom Friedhof ab und nimmt ihn liebevoll in den Arm. Er hat nach und nach seinen allgemeinen Hass gegen die Juden abgelegt.
Der Film ruft zur Versöhnung der beiden Volksgruppen auf – trotz des Leids, das Einzelne erdulden mussten und müssen. An der Gruppe der Jugendlichen wird auch deutlich: Es gibt in jedem Volk rachsüchtige und verbohrte Menschen (der Anführer, der sich auch gegen die eigenen Leute wendet) und wandlungsfähige Menschen, die aus ihren Fehlern lernen (Ali und Alexander).

## Rezeption
Der Film erhielt von der Deutschen Film- und Medienbewertung das Prädikat „wertvoll“. In der Jurybegründung wurde jedoch kritisiert, dass „die arabischen Altersgenossen von Ali arg klischeehaft“ und Alis Vater „zu eindimensional in seiner ständigen Wut“ dargestellt seien. Der Film erzähle von einer „schwierigen, langsam wachsenden Freundschaft […] – manchmal recht umständlich, manchmal auch ungeschickt“. Vieles sei „eher gut gemeint als gut gemacht“. Die Kerngeschichte würde jedoch – umrahmt von den „lebendigen […] schauspielerischen Leistungen“ von Ryszard Ronczewski und Neil Belakhdar – „intensiv und anrührend erzählt“. Die Filmwebseite kino.de bemerkte, Khasin vertrete zu Beginn des Films „eine schroffe, authentische Linie, die wenig Rücksicht auf politisch korrekte Befindlichkeiten legt“. Mit „fast dokumentarischen, beklemmenden Handkamerabildern“ sei er „dicht dran an all den Ressentiments und Gewaltausbrüchen der Immigranten“. Jedoch sei der Film auch humorvoll und melodramatisch.

„Das kammerspielartige Drama lässt in der Generationen übergreifenden Annäherung die ganze Gefühlsskala historischer Verwicklungen an, wobei am Ende die Freundschaft über politisch-religiöse Dogmen siegt. Der beachtliche Debütfilm vertraut auf die Konventionen einer naturalistischen Inszenierung, geizt aber auch nicht mit komischen Momenten. Manche Nebenfigur gerät mitunter etwas stereotyp, während die vorzüglichen Hauptdarsteller für berührende Momente sorgen.“

## Auszeichnungen
- 2012: Publikumspreis des Filmfestivals Türkei/Deutschland
- 2012: Nachwuchspreis MFG-Star der Medien- und Filmgesellschaft Baden-Württemberg auf dem Fernsehfilmfestival Baden-Baden
- 2013: Deutscher Filmpreis in der Kategorie Bester programmfüllender Kinderfilm